# Didier Noyé
Didier Noyé (* im 20. Jahrhundert) ist ein Sachbuchautor.
Noyé beschäftigt sich mit Ausbildungsmanagement und  Aufbau von Lernprogrammen der Erwachsenenbildung. Er arbeitet als Consultant der Bernard Julhiet Group, einer auf Human Resources und Management spezialisierten Firma. Seit 1987 ist er Verantwortlicher der Methoden am Institut national du sport, de l’expertise et de la performance (Akronym: INSEP; ein Grand établissement mit Sitz in Paris); er ist Direktor bei INSEP consulting als Spezialist für Kompetenzmanagement. Er berät Personalberatungen von Firmen.
Er veröffentlichte  Bücher über Management im Verlag Insep Consulting Edition. Sein Buch BASIC du Manager gilt als Standardwerk des Kompetenzmanagements; sein zusammen mit Jacques Piveteau herausgegebener Guide pratique du formateur gilt als Standardwerk für Erwachsenenbildung im französischsprachigen Raum.